# آلبرت آزاریان

آلبرت واغارشاکی آزاریان (ارمنی: Ալբերտ Վաղարշակի Ազարյան؛ ۱۱ فوریهٔ ۱۹۲۹ - ۵ سپتامبر ۲۰۲۳) ژیمناست اهل ارمنستان بود. وی در بین سال‌های ‎۱۹۵۶ تا ۱۹۶۰ میلادی در مسابقات بازی‌های المپیک تابستانی در مجموع ۴ مدال، شامل ۳ مدال طلا و ۱ مدال نقره را کسب کرد.
آزاریان اولین ژیمناستی بود که در مسابقات المپیک دو بار در دارحلقه قهرمان شد. یک ژیمناست ژاپنی به نام اکینری ناکایاما دوازده سال بعد توانست همین کار را انجام دهد و تا کنون دیگر این اتفاق نیافتاده است. او اولین کسی است که معروف‌ترین حرکت روی دارحلقه به نام «صلیب آزاریان» (Azaryan Cross) را انجام داد.
آلبرت آزاریان پرچمدار کاروان ورزشی ارمنستان در مراسم افتتاحیه بازی‌های المپیک تابستانی ۲۰۰۴ آتن و ۲۰۰۸ پکن بود.

## درگذشت
وی در ۵ سپتامبر ۲۰۲۳ سن ۹۴ سالگی درگذشت.

## جایزه
- نشان پرچم سرخ کار
- نشان برجسته افتخار
- نشان انقلاب اکتبر
- مدال موسس خورناتسی
- مربی شایسته ارمنستان شوروی
- قهرمان ورزشی شوروی

## نگارخانه
- آزاریان در هلند (۱۹۷۷)